# Soridium
Soridium  es un género de plantas con flores perteneciente a la familia Triuridaceae. Comprende dos especies.

## Especies seleccionadas
- Soridium guianense
- Soridium spurceanum